# Добровольская, Марина Карамановна
Марина Карамановна Добровольская (род. 9 августа 1960 года, пос. Тианети Грузинской ССР, СССР) — российский политик, депутат Государственной Думы ФС РФ первого созыва, председатель Российского Союза женщин Военно-Морского флота, сопредседатель политического движения «Женщины России».

## Биография
В 1984 году получила высшее педагогическое образование в Московском государственном педагогическом институте. Доктор педагогических наук.
С 1977 по 1981 год работала педагогом-психологом в средней школе в г. Москве. С 1981 по 1993 год работала в Главном штабе ВМФ в должности помощника начальника отдела. Являлась гражданским лицом.
В 1992 году основала и возглавила Союз женщин Военно-Морского Флота. С 1993 года была сопредседателем политического движения «Женщины России».
В 1993 году избрана депутатом Государственной думы Федерального Собрания Российской Федерации первого созыва. В Государственной думе была членом комитета по обороне, входила во фракцию «Женщины России».
С 1996 по 1999 год работала в аппарате Государственной думы советником аналитического управления. 26 апреля 1997 года Указом президента № 419 М. К. Добровольской присвоен квалификационный разряд Государственного советника Российской Федерации 3 класса.
На выборах 2011 года выдвигалась от Справедливой России вторым номером Мурманской региональной группы.